# アメリカン・アイドル (シーズン9)
アメリカン・アイドルシーズン9は、2010年1月12日から5月26日までアメリカのFOXで放送されたオーディション番組。日本では、FOXチャンネルで放送された。司会は前回に引き続きライアン・シークレスト。審査員はサイモン・コーウェル、ランディ・ジャクソン、カーラ・ディオガルディに加え、今シーズンよりコメディアンのエレン・デジェネレスが参加。なお、サイモンは今シーズンでアメリカン・アイドルの審査員から降板する。

## オーディション
地方予選は2009年夏に全米6ヶ所で行われた。
- デンバー（インベスコ・フィールド・アット・マイル・ハイ）
- フォックスボロ（ジレット・スタジアム）
- アトランタ（ジョージア・ドーム）
- アーリントン（カウボーイズ・スタジアム）
- オーランド（アムウェイ・アリーナ）
- パサデナ（ローズボウル）

## 前回からの変更点
第3シーズンから7シーズンまで適用されたセミファイナルを男女12人ずつに戻し、週ごとに男女2名ずつが脱落。以降は1名ずつ脱落し、5月のフィナーレで優勝者が決まる。また、2009年に開催されなかったIdol Gives Backも2年ぶりに開催されることになった。

## ファイナリスト

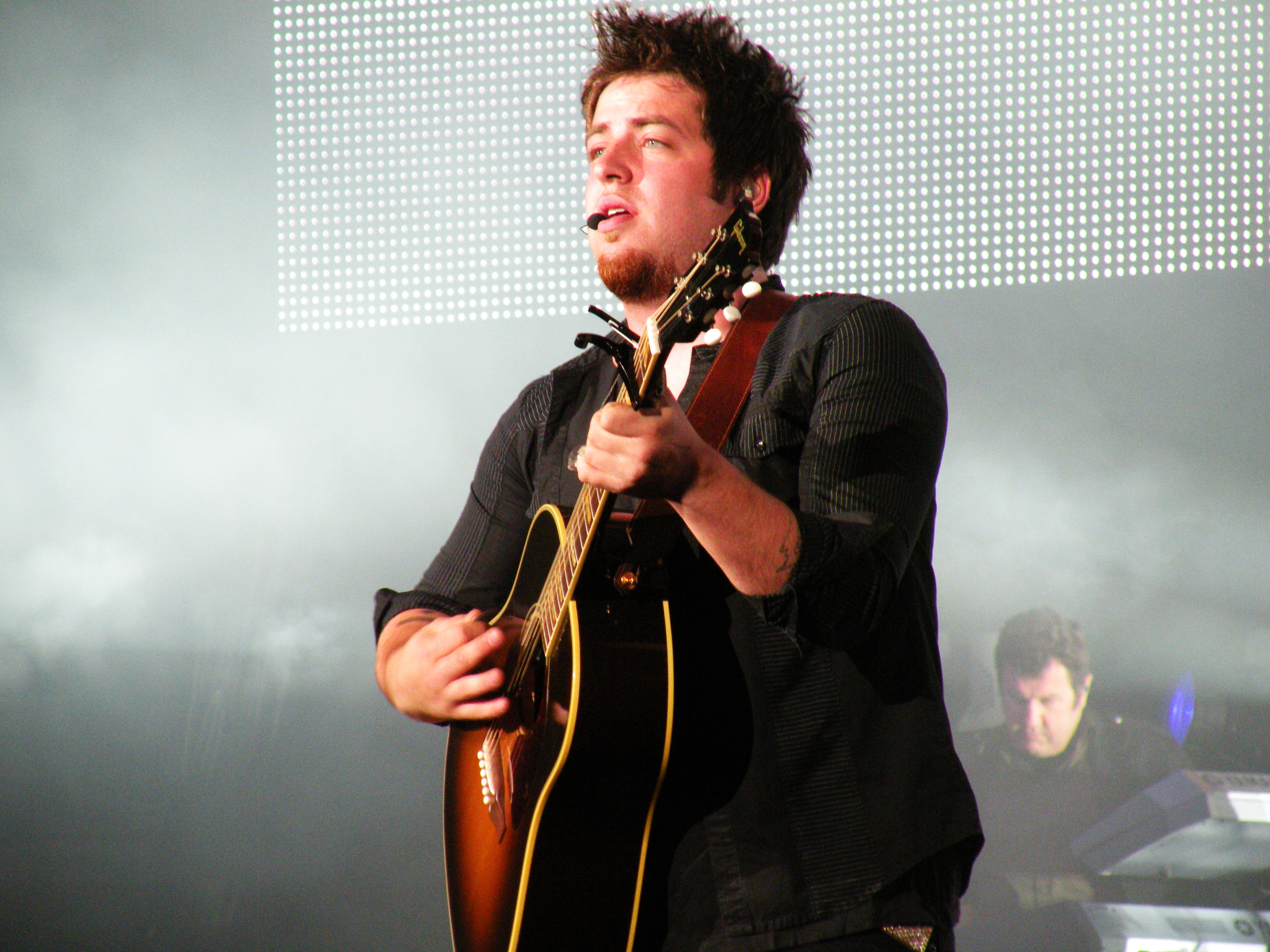
アメリカン・アイドル (シーズン9)の優勝者リー・デワイズ

- リー・デワイズ（優勝）
- クリスタル・バウワーソックス（準優勝）
- ケイシー・ジェームズ（Top 3脱落）

## 各週の課題
- Top 12：ローリング・ストーンズの楽曲
- Top 11：ビルボードNo.1楽曲
- Top 10：R&B/ソウル
- Top 9（前半）：レノン＝マッカートニーの楽曲
- Top 9（後半）：エルヴィス・プレスリーの楽曲
- Top 7：インスピレーショナルソング（心揺さぶる楽曲）
- Top 6：シャナイア・トゥエインの楽曲
- Top 5：フランク・シナトラの楽曲
- Top 4：映画音楽
- Top 3：審査員の選曲／自らの選曲
- Top 2：自らの選曲／サイモン・フラーの選曲／コロネーションソング